# Woodstock-Hartland
Pour les articles homonymes, voir Carleton.
 (janvier 2025).
Circonscription électorale provinciale du Canada

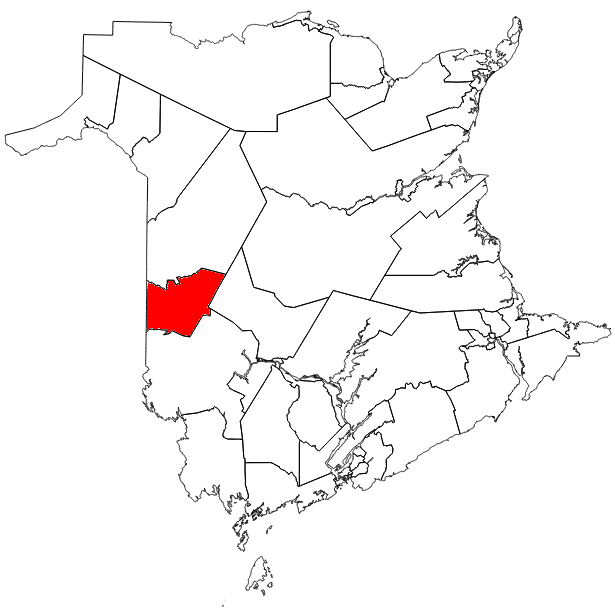
L'ancienne circonscription de Carleton (2014-2023)

Woodstock-Hartland (auparavant Carleton) est une circonscription électorale provinciale du Nouveau-Brunswick représentée à l'Assemblée législative depuis 2014. Elle coïncide en grande partie avec l'ancienne circonscription de Carleton, qui a été représentée à l'Assemblée législative de 2014 à 2024.

## Géographie
L'ancienne circonscription de Carleton comprenait :
- Les villes de Woodstock et Hartland
- Les communautés de Lakeville, Bloomfield, Avondale, Grafton, Pembroke, Victoria Corner, Somerville, Ashland, Coldstream, Peel, Gordonsville, Knowlesville, Juniper, Armond et Cloverdale

## Liste des députés
| Législature                                                                    | Années        | Député             | Député       | Parti                     |
| ------------------------------------------------------------------------------ | ------------- | ------------------ | ------------ | ------------------------- |
| Carleton Circonscription issue de Woodstock, Carleton (1995-2014) et York-Nord |               |                    |              |                           |
| 58e                                                                            | 2014-2015     |                    | David Alward | Progressiste-conservateur |
| 58e                                                                            | 2015-2018     | Stewart Fairgrieve |              | Progressiste-conservateur |
| 59e                                                                            | 2018-2020     | Stewart Fairgrieve |              | Progressiste-conservateur |
| 60e                                                                            | 2020-2024     | Bill Hogan         |              | Progressiste-conservateur |
| Woodstock-Hartland                                                             |               |                    |              |                           |
| 61e                                                                            | 2024-en cours |                    | Bill Hogan   | Progressiste-conservateur |